# Pusztaederics
Pusztaederics es un pueblo ubicado en el condado de Zala, Hungría.

## Superficie
Posee una superficie de 9,55 kilómetros cuadrados.

## Demografía
Hasta 2021 la población era de 166 habitantes, con una densidad de población de 17,38 habitantes por kilómetro cuadrado. En 2011 el 94,4% de la población estaba conformada por húngaros y la religión predominante era el catolicismo.